# Uno Shoma
Uno Shoma (Nhật: 宇野 昌磨 (Vũ Dã Xương Ma) sinh ngày 17 tháng 12 năm 1997) là một vận động viên trượt băng nghệ thuật người Nhật Bản. Anh 2 lần đạt chức Vô địch Thế giới (2022, 2023) hạng mục đơn nam và sở hữu 2 tấm huy chương tại các kỳ Olympic Mùa đông bao gồm huy chương Bạc Thế vận hội mùa đông 2018 và huy chương Đồng Thế vận hội mùa đông 2022. Bên cạnh đó, anh còn đạt nhiều thành tích đáng kể như huy chương Bạc giải Vô địch Thế giới 2017 và 2018, huy chương vàng giải Vô địch Bốn châu lục 2019, 2 lần đạt huy chương khác thuộc giải Vô địch Bốn châu lục (2017, 2018), 4 lần đạt huy chương Grand Prix Final (2015-2018), nhà vô địch Đại hội Thể thao Mùa đông châu Á 2017, và 6 lần vô địch giải Quốc gia Nhật Bản (2016-2019, 2022-2023). Trước đó, anh cũng là nhà vô địch Thế giới cấp Thiếu niên 2015, nhà vô địch Grand Prix Final cấp Thiếu niên 2014-2015, và giành huy chương Bạc giải Thế vận hội Giới trẻ 2012.
Uno là vận động viên trượt băng đầu tiên tiếp đất thành công cú flip bốn vòng trong một giải đấu quốc tế. Anh cũng đang nắm giữ kỉ lục điểm số cao nhất của vận động viên cấp thiếu niên trong bài thi ngắn dưới hệ thống cũ.
Vào hè năm 2023, Uno đảm nhiệm vai chính Monkey D. Luffy trong iceshow One Piece On Ice, được dựa trên bộ manga đình đám One Piece.

## Tiểu sử
Uno Shoma sinh ngày 17 tháng 12 năm 1997 ở Nagoya, Nhật Bản. Anh có một em trai tên Uno Itsuki. Ông nội Uno Fujio của anh là một họa sĩ.
Uno từng học ở trường trung học cơ sở Nagoya Shiritsu Fuji và trường phổ thông trung học Chukyo trực thuộc Đại học Chukyo. Anh bắt đầu theo học ngành Khoa học Thể thao tại Đại học Chukyo từ tháng 4 năm 2016.
Theo cuốn sách của cậu em trai Uno Itsuki - "Uno Shoma - những điều chỉ em trai mới biết" - viết về Uno Shoma, anh sinh thiếu tháng với cân nặng chưa đầy 1000 gram. Tuổi thơ của Uno là những chuỗi ngày liên tục ra vào bệnh viện với chứng bệnh hen suyễn. Cha mẹ Uno cho anh chơi nhiều môn thể thao khác nhau để giúp tăng cường sức đề kháng cho cơ thể, và trong đó trượt băng nghệ thuật là môn duy nhất Uno bày tỏ nguyện vọng "muốn chơi lại lần nữa".
Uno Itsuki cũng từng đề cập trên Twitter của mình về việc anh trai bị dị ứng với tia UV. "Dù cùng là anh em nhưng Shoma bị dị ứng với tia cực tím. Nếu anh tiếp xúc với tia cực tím thì da anh sẽ bị sưng và đỏ, và anh cũng sẽ bị sốt và chàm và sau vài tuần anh vẫn sẽ không lành." 
Uno bắt đầu trượt băng từ năm 5 tuổi, khi gặp gỡ vận động viên Asada Mao trong một lần đến thăm sân băng. Chị Asada đã gợi ý cho anh thử tập trượt, và khi chọn giữa môn khúc côn cầu trên băng, trượt băng nghệ thuật và trượt băng tốc độ, Uno đã chọn trượt băng nghệ thuật vì muốn tham gia môn thể thao mà Asada đang tập luyện. Thần tượng của Uno là Takahashi Daisuke, và phong cách của anh cũng ảnh hưởng khá nhiều từ vận động viên này.
Uno thích chơi phi tiêu và golf. Anh rất ghét ăn rau, đặc biệt là những loại rau màu xanh và tím. Món ăn yêu thích của Uno là thịt nướng với cơm trắng. Anh cũng rất thích uống trà sữa và nước Cassis Orange.
Uno thích xem anime, Steins;Gate, Charlotte và Your Name – Tên cậu là gì? là một số anime từng được anh trực tiếp nhắc đến.
Uno có niềm yêu thích đặc biệt với các trò chơi điện tử và từng bày tỏ mong muốn tham gia vào một cuộc thi chơi game khi có thời gian. Trong mùa hè 2020, Uno đã xuất hiện với vai trò khách mời trên một số kênh YouTube của các game thủ Nhật Bản, tham gia những trận đấu Super Smash Bros. Ultimate và trò chuyện về nhiều chủ đề cùng các game thủ này.

## Sự nghiệp

### Trước năm 2011
Trong mùa giải 2009-2010, Uno đã giành chức vô địch Toàn quốc Nhật Bản cấp thiếu nhi (novice) và đứng hạng 3 ở giải vô địch Toàn quốc Nhật Bản cấp thiếu niên.
Năm 2010, anh lại lần nữa chiến thắng giải Toàn quốc Nhật Bản cấp thiếu nhi và đứng hạng 4 ở giải vô địch Toàn quốc Nhật Bản cấp thiếu niên.

### Mùa giải 2011-2012: Ra mắt cấp độ thiếu niên tại các giải quốc tế
Uno bắt đầu tham gia hệ thống Grand Prix cấp thiếu niên (Junior Grand Prix, JGP) từ mùa giải này. Anh giành tấm huy chương Grand Prix cấp thiếu niên đầu tiên, đứng hạng 3 ở vòng loại Tallinn Cup (Estonia) sau khi về hạng 4 ở vòng loại trước đó được tổ chức tại Ba Lan. Anh đứng hạng 5 ở giải Toàn quốc cấp thiếu niên, và hạng 9 ở giải Toàn quốc Nhật Bản, được cử làm đại diện cấp thiếu niên tham gia giải Vô địch thế giới năm đó.
Tại Thế vận hội Giới trẻ 2012, Uno đã bật lên từ vị trí thứ 6 sau bài thi ngắn và giành huy chương Bạc ở thành tích cá nhân, góp phần mang đến chiến thắng cho toàn đội. Ở giải Vô địch thế giới cấp thiếu niên, anh đứng hạng 10.

### Mùa giải 2012-2013
Uno đứng hạng 6 ở vòng loại JGP tại Slovenia, và đạt được huy chương Bạc ở vòng loại tổ chức tại Đức với kỉ lục cá nhân mới ở cả hai bài thi và tổng điểm 188.48. Anh đứng hạng 2 ở giải Toàn quốc Nhật Bản cấp thiếu niên, và đứng hạng 11 ở giải Toàn quốc. Anh được chọn đi tham gia giải Vô địch Thế giới cấp thiếu niên sau khi Tanaka Keiji rút khỏi đội tuyển vì chấn thương, và xếp hạng 7 ở giải này.

### Mùa giải 2013-2014: Ra mắt cấp độ trưởng thành tại các giải quốc tế
Đây là năm thứ 3 Uno tham gia JGP, giành huy chương Đồng ở vòng loại Riga Cup (Latvia) và đứng hạng 4 ở vòng loại Tallinn (Estonia). Ở giải Vô địch Toàn quốc, anh thi đấu trong nhóm cuối và được cọ xát với những đàn anh cấp trưởng thành đang cạnh tranh giành vé tham gia Thế vận hội Mùa đông 2014. Anh đứng hạng 7 chung cuộc, và được chọn tham gia giải Vô địch Thế giới cấp thiếu niên. Ở giải này, anh xếp hạng 5.
Đây cũng là năm Uno lần đầu tham gia các giải cấp trưởng thành quốc tế, và chiến thắng giải đấu cấp trưởng thành đầu tiên, Gardena Spring Trophy.

### Mùa giải 2014-2015: Vô địch Thế giới cấp thiếu niên

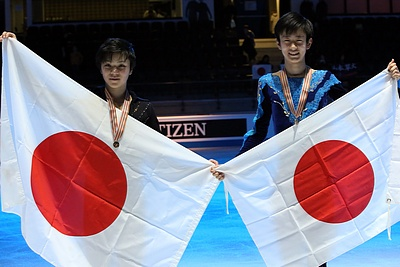
Uno (trái) và đồng đội Yamamoto Sota tại giải Vô địch Thế giới cấp Thiếu niên 2015

Uno bắt đầu mùa giải khi giành chiến thắng lần thứ hai ở một giải đấu cấp trưởng thành quốc tế, Asian Trophy 2014, cũng là lần đầu tiên anh tiếp đất thành công một cú nhảy 4 vòng - Toe loop. Anh được chỉ định tham gia các vòng loại JGP tại Nhật Bản và Croatia. Anh đứng hạng nhì ở Nhật và đứng nhất ở Croatia với điểm kỉ lục cá nhân mới và lần đầu lọt vào vòng Chung kết Grand Prix cấp thiếu niên (JGP Final). Uno cũng lần đầu đạt danh hiệu vô địch quốc gia tại giải Vô địch Toàn quốc Nhật Bản cấp thiếu niên 2014-2015, trong đó anh đã tiếp đất thành công lần đầu cú Axel 3 vòng mà anh đã gặp khó khăn khi thực hiện suốt mấy năm qua. Tháng sau đó, anh giành huy chương vàng tại JGP Final, đứng hạng 3 sau bài thi ngắn và chiến thắng bài thi tự do mà không phạm lỗi nào, lập kỉ lục thế giới cho điểm bài thi tự do và tổng điểm của trượt băng đơn nam cấp thiếu niên, trở thành vận động viên đơn nam thứ ba của Nhật Bản đạt danh hiệu này kể từ khi Hanyu Yuzuru giành chiến thắng năm 2009. Tại giải Vô địch Toàn quốc Nhật Bản 2014-2015, anh đứng hạng 3 trong cả hai bài thi và giành huy chương bạc.
Uno ra mắt cấp độ trưởng thành ở các giải trượt băng của ISU tại giải Vô địch Bốn châu lục 2015; anh đứng nhì sau bài thi ngắn, thứ 5 sau bài thi tự do, và hạng 5 chung cuộc, giành điểm kỉ lục cá nhân mới ở cả hai bài thi. Anh kết thúc mùa giải bằng chiến thắng tại giải Vô địch Thế giới cấp thiếu niên 2015, đứng nhất bài thi ngắn với kỉ lục thế giới mới 84.87 điểm và đứng nhì ở bài thi tự do, trở thành vận động viên đơn nam Nhật thứ 5 giành chiến thắng ở giải này. Đây cũng đánh dấu lần đầu có 2 vận động viên đơn nam thiếu niên của Nhật cùng được bước lên bục nhận giải, Uno hạng nhất và Yamamoto Sota hạng 3.

### Mùa giải 2015–2016: Thực hiện cú flip 4 vòng đầu tiên trên thế giới

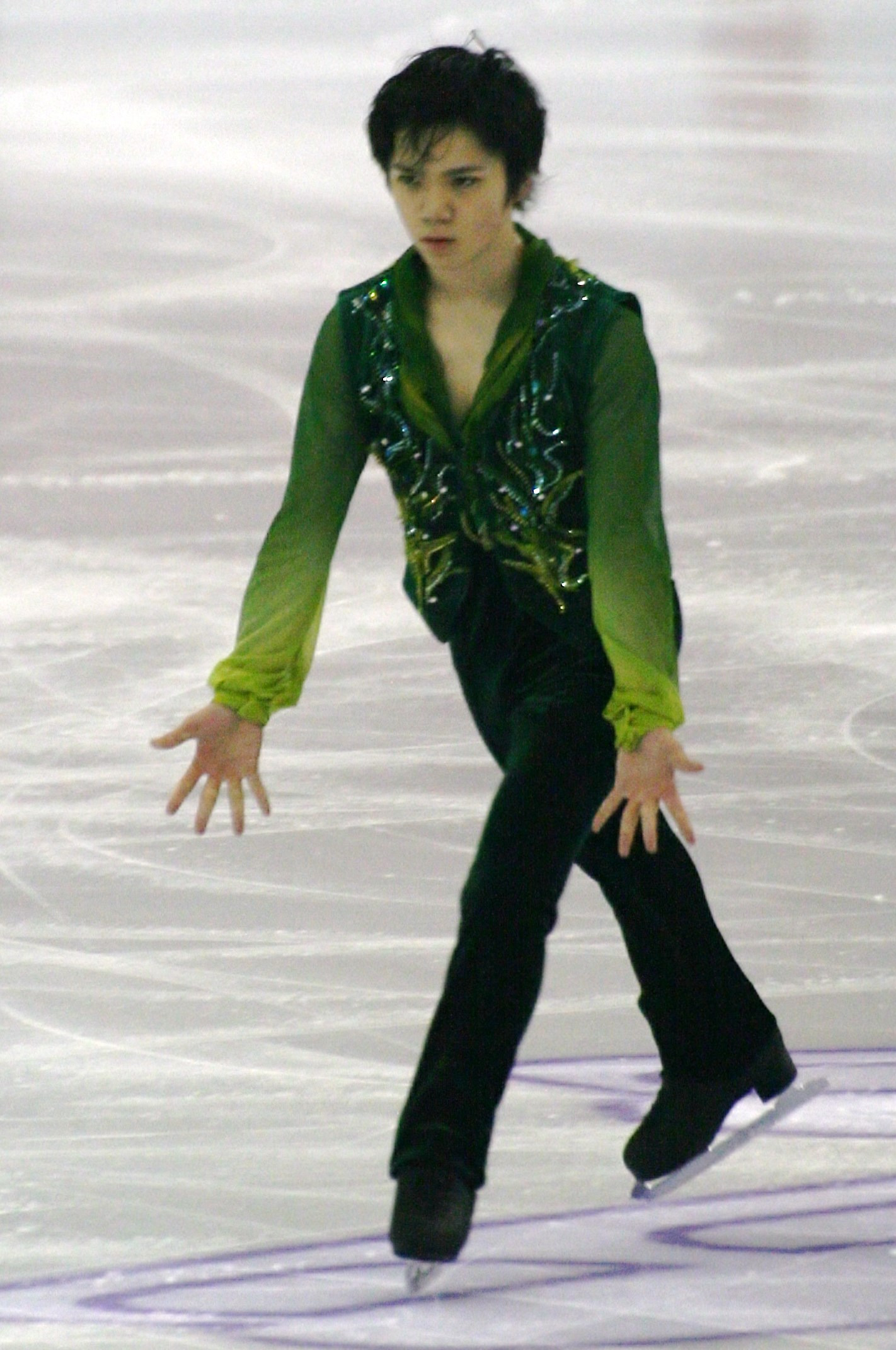
Uno tại vòng Chung kết Grand Prix 2015-2016

Uno bắt đầu mùa giải với kết quả đứng hạng 5 ở giải U.S Classic 2015, xếp hạng 9 sau bài thi ngắn nhưng giành chiến thắng ở bài thi tự do. Ít lâu sau, anh chiến thắng ở hạng mục đơn nam tại giải trượt băng Nhật Bản Mở rộng 2015 (Japan Open) với số điểm 185.48, vượt qua nhà vô địch thế giới Javier Fernandez, Brian Joubert và Patrick Chan, góp phần làm nên chiến thắng của đội Nhật Bản tại giải này.
Lần đầu bước vào cấp trưởng thành tại giải Grand Prix, Uno giành huy chương bạc ở vòng loại Skate America 2015 sau khi đứng hạng 4 ở bài thi ngắn và hạng nhất ở bài thi tự do, chỉ kém nhà vô địch Max Aaron 1.52 điểm. Uno sau giải này đã thay đổi cách tập luyện, cho rằng "Trong giải Skate America, tôi nhận thấy thể lực mình không đủ nên đã tăng số lần tập dượt bài thi trong các buổi huấn luyện hàng ngày và bắt đầu có các buổi rèn luyện thể lực ngoài sân băng." Tại vòng loại Trophée Éric Bompard 2015 sau đó, Uno đứng hạng nhất ở bài thi ngắn. Do các vụ tấn công Paris tháng 11 năm 2015, phần thi tự do đã bị hủy bỏ và xếp hạng sau bài thi ngắn được tính thành kết quả chung cuộc. Uno, vì vậy, đã chiến thắng giải này và giành vé vào vòng Chung kết Grand Prix 2015-2016 (Grand Prix Final) tại Barcelona. Ở Tây Ban Nha, anh đã giành huy chương đồng và đạt kỉ lục cá nhân mới cho bài thi tự do là 190 điểm, xếp sau Hanyu và Fernández. Đây cũng là lần đầu tiên một tân binh trong hạng mục đơn nam tham gia Grand Prix Final đạt được huy chương.
Sau lần thứ hai giành được huy chương bạc toàn quốc (hạng 2 sau bài thi ngắn và hạng 3 ở bài thi tự do), Uno được chọn vào đội tuyển Nhật Bản tham gia giải Vô địch Bốn châu lục và giải Vô địch Thế giới. Uno đứng hạng 4 chung cuộc sau Patrick Chan, Jin Boyang và Yan Han tại giải Vô địch Bốn châu lục 2016, với hạng 2 ở bài thi ngắn xếp sau Jin và hạng 5 ở bài thi tự do do mắc lỗi trong cú nhảy 4 vòng. Tại giải Vô địch Thế giới 2016 ở Boston, anh đứng hạng 4 sau bài thi ngắn, hạng 6 sau bài thi tự do, và hạng 7 chung cuộc. Tuy vậy, cùng với thành tích đứng thứ hai của đàn anh Hanyu Yuzuru, anh đã góp phần mang lại 3 suất tham dự giải Vô địch thế giới của đội tuyển Nhật vào năm 2017.
Ít lâu sau, tại Team Challenge Cup 2016, Uno trở thành vận động viên đầu tiên tiếp đất cú flip 4 vòng trong một cuộc thi quốc tế. Anh đã thực hiện 2 cú nhảy 4 vòng ở bài thi ngắn - flip 4 vòng và cú nhảy phối hợp toe loop 4 vòng-toe loop 3 vòng, và đạt điểm kỉ lục cá nhân mới 105.74 điểm (không chính thức, không tính vào thành tích ISU).

### Mùa giải 2016–2017: Lần đầu Vô địch Quốc gia, đạt huy chương bạc giải Vô địch Thế giới

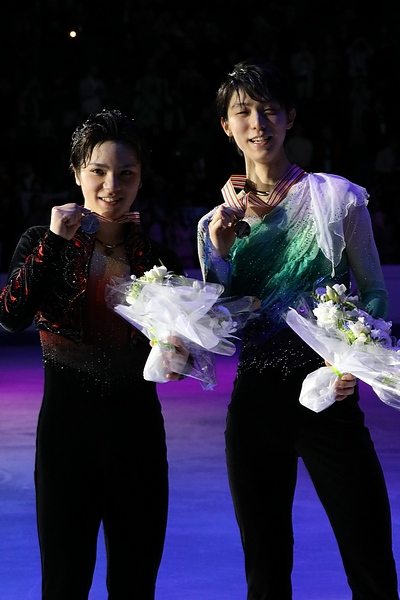
Uno và Hanyu Yuzuru tại giải Vô địch Trượt băng nghệ thuật Thế giới 2017

Mở đầu mùa giải, Uno lần đầu giành chiến thắng tại Lombardia Trophy. Ở giải Nhật Bản Mở rộng, anh đạt kỉ lục cá nhân mới cho bài thi tự do với 198.55 điểm, góp phần mang đến chiến thắng cho đội Nhật Bản.
Ở vòng loại Skate America thuộc hệ thống giải Grand Prix, Uno lần đầu tiếp đất 3 cú nhảy 4 vòng trong 1 bài thi tự do, giành được huy chương vàng. Anh về nhì ở vòng loại Rostelecom Cup và đủ tiêu chuẩn lọt vào Grand Prix Final năm thứ 2 liên tiếp. Tháng 12 năm 2016, ở Grand Prix Final, Uno đứng hạng bốn ở phần thi ngắn với số điểm 86.82 sau khi ngã ở cú toe loop 4 vòng, do đó làm hỏng cú nhảy kết hợp. Anh trở lại ở phần thi tự do với điểm kỉ lục cá nhân 195.69 điểm và đứng hạng hai ở phần thi này. Anh xếp hạng ba chung cuộc và giành tấm huy chương đồng thứ hai liên tiếp, chỉ kém huy chương bạc Nathan Chen 0.34 điểm và kém 11.39 điểm so với nhà vô địch Hanyu Yuzuru. Cuối tháng đó, anh lần đầu thắng giải Quốc gia tại Osaka, được triệu tập vào đội tuyển quốc gia tham gia giải Vô địch Thế giới, giải Vô địch Bốn Châu lục và Đại hội Thể thao Mùa đông châu Á.
Tháng 2 năm sau đó, lần đầu tiên trong sự nghiệp, Uno phá vỡ mốc 100 điểm ở phần thi ngắn với số điểm 100.28 tại giải Vô địch Bốn Châu lục, trở thành người thứ 4 làm được điều này. Ở phần thi tự do, anh tiếp đất 4 cú nhảy 4 vòng, bao gồm cả cú loop 4 vòng đầu tiên của anh ở đấu trường quốc tế và cú flip 4 vòng, nhưng lại ngã ở cả hai cú nhảy kết hợp axel 3 vòng. Anh xếp hạng 2 ở phần thi ngắn, 3 ở phần thi tự do và giành huy chương đồng với số điểm 288.05 sau Nathan Chen và Hanyu Yuzuru.
Uno đứng thứ 2 sau bài thi ngắn, nhưng lội ngược dòng với bài thi tự do 188,84 điểm, giành chức vô địch ở Đại hội Thể thao Mùa đông châu Á 2017 tổ chức tại Sapporo. Đầu tháng 3, anh tham gia giải Coupe du Printemps và giành chiến thắng, trong đó ghi được điểm kỉ lục cá nhân mới 104,31 điểm cho bài thi ngắn và 199,37 cho bài thi tự do (không chính thức, không ghi nhận vào thành tích ISU).
Phục thù thất bại năm ngoái, ở giải Vô địch Thế giới tại Helsinki, anh lập kỉ lục cá nhân mới ở cả phần thi ngắn với 104.86 điểm và phần thi tự do với 214.45 điểm, giành huy chương bạc với tổng điểm 319.31 cao thứ 4 thế giới từ trước đến giờ, kém Nhà Vô địch Thế giới Hanyu Yuzuru chỉ vỏn vẹn 2.28 điểm và hơn vận động viên huy chương đồng Jin Boyang 15.73 điểm.
Ở giải đấu cuối cùng của mùa này, World Team Trophy tổ chức tại Tokyo, Uno đã cùng đồng đội mang huy chương vàng về cho đội tuyển Nhật. Anh đứng đầu bài thi ngắn với 103.53 điểm và đứng thứ 2 ở bài thi tự do với 198.49 điểm sau người đồng đội Hanyu Yuzuru. Xét tổng điểm ở mảng đơn nam, anh giành được số điểm cao nhất, 303.02.
Mùa giải 2016-2017 này là một mùa giải đại thành công với Uno, khi anh đoạt huy chương trong tất cả những giải đã tham gia.

### Mùa giải 2017–2018: Á quân tại GPF, giải Vô địch 4 Châu lục, Thế vận Hội và giải Vô địch Thế giới

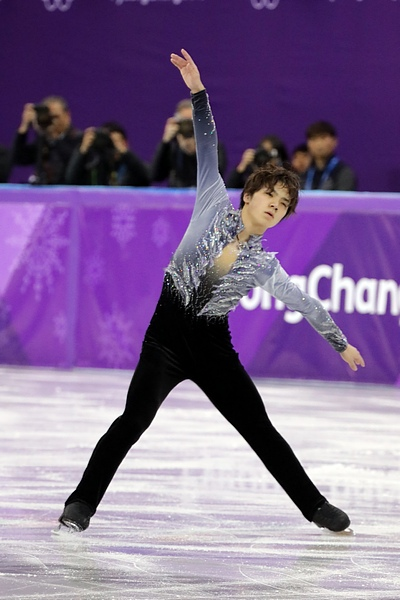
Uno trình diễn bài thi ngắn tại Thế vận hội Pyeongchang 2018

Trước khi mùa giải bắt đầu, ngày 01 tháng 06 năm 2017, Uno được kết nạp vào công ty Toyota, chính thức được đơn vị này tài trợ. Anh cũng công bố 2 bài thi sẽ sử dụng trong mùa này - bản concerto Winter thuộc bộ tứ nhạc phẩm Bốn mùa của Antonio Vivaldi cho bài thi ngắn và trích đoạn Nessun Dorma thuộc nhạc kịch Turandot của Giacomo Puccini cho bài thi tự do.
Uno bắt đầu mùa giải với chiến thắng tại giải Lombardia Trophy thuộc ISU Challenger Series tổ chức tại Bergamo, Ý, lập kỉ lục cá nhân mới trong tất cả các phần thi. Đây cũng là lần đầu tiên Uno thực hiện 5 cú nhảy 4 vòng trong 1 bài thi tự do, với cú nhảy 4 vòng anh mới thực hiện được - Salchow 4 vòng. Ở giải Nhật Bản Mở rộng 2017, anh cùng đồng đội giành huy chương bạc.
Bắt đầu giải Grand Prix, Uno đoạt huy chương vàng tại vòng loại Skate Canada, đứng đầu cả hai bài thi. Sau khi hoàn thành cuộc thi này và trở về Nhật, Uno ngã bệnh, sốt cao 39 °C, được chẩn đoán mắc bệnh cúm. Tại vòng loại tiếp theo, Internationaux de France, do thể chất suy nhược chưa kịp hồi phục sau cơn bệnh, Uno thi đấu không tốt, đứng thứ 2 trong bài thi ngắn và thứ nhất bài thi tự do, về nhì chung cuộc sau Javier Fernandez, chấm dứt chuỗi điểm số hơn 300 kể từ Coupe du Printemps mùa trước. Kết quả tại 2 cuộc thi này giúp anh giành vé tham gia Grand Prix Final tổ chức tại chính quê nhà Nagoya của anh. Tại đây, anh giành huy chương bạc với tỉ số cách biệt chỉ 0.5 điểm so với nhà vô địch Nathan Chen.
Tại giải Vô địch Toàn quốc Nhật Bản, Uno đã bảo toàn được danh hiệu vô địch quốc gia của mình mùa trước, đứng đầu cả hai phần thi. Ngày 24 tháng 12 năm 2017, Uno được triệu tập tham gia đội tuyển đại diện Nhật Bản thi đấu ở giải Vô địch Bốn Châu lục 2018 (tổ chức tại Đài Bắc), Thế vận hội Mùa đông 2018 (tổ chức tại Pyeongchang, Hàn Quốc), và giải Vô địch Thế giới (tổ chức tại Milan, Ý).
Tại giải Vô địch Bốn Châu lục 2018, Uno đứng đầu sau bài thi ngắn với điểm số 100.49, chỉ hơn Jin Boyang của Trung Quốc 0.32 điểm. Anh đứng thứ 2 ở bài thi tự do với 197.45 điểm, chung cuộc nhận huy chương bạc, xếp sau Jin Boyang.
Tại hạng mục Đồng đội ở Thế vận hội, Uno đứng nhất trong phần thi ngắn đơn nam, góp phần đưa Đội tuyển Nhật Bản lọt vào phần thi tự do, song đội tuyển đứng hạng 5 chung cuộc. Ở phần thi cá nhân đơn nam, Uno tiếp đất thầnh công cú Flip 4 vòng, thực hiện cú nhảy phối hợp Toe loop 4 vòng - Toe loop 3 vòng và Axel 3 vòng ở nửa sau bài thi, giành 104.17 điểm, đứng thứ 3 sau Javier Fernandez với cách biệt khoảng 3.5 điểm và Hanyu Yuzuru với cách biệt khoảng 7.5 điểm. Ở phần thi tự do, Uno dù bị ngã trong cú Loop 4 vòng nhưng đã hoàn thành phần còn lại khá ổn, đạt 202.73 điểm cho bài thi tự do, giành tấm Huy chương Bạc Olympic với tổng điểm 306.90, hơn vận động viên giành Huy chương Đồng Javier Fernandez 1.68 điểm. Cùng với việc đồng đội Hanyu Yuzuru giành chức vô địch, đây là lần đầu tiên có 2 vận động viên Nhật Bản cùng đứng trên bục huy chương Olympic ở môn Trượt băng nghệ thuật.
Uno tham gia giải Vô địch Thế giới 2018 tổ chức tại Milan, Ý. Do chưa làm quen được với giày trượt mới sau Thế vận hội, Uno đã bị chấn thương nhẹ ở mu bàn chân phải, ảnh hưởng đến phần trình diễn của anh trong toàn giải. Ở bài thi ngắn, anh hạ độ khó bài thi, thay đổi cấu trúc từ Flip 4 vòng//Toe loop 4 vòng-Toe loop 3 vòng, Axel 3 vòng thành Toe loop 4 vòng//Salchow 3 vòng-Toe loop 3 vòng, Axel 3 vòng. Tuy vậy, anh vẫn mắc lỗi trong bài thi và nhận số điểm 94,26. Trước hoàn cảnh đội tuyển Nhật có nguy cơ mất 3 suất tham dự giải năm sau do kết quả thi đấu không tốt, anh quyết định sẽ thực hiện "tấn công" trong phần thi tự do, giữ nguyên độ khó bài thi. Anh phạm khá nhiều lỗi nghiêm trọng trong màn biểu diễn, ngã 3 lần, nhưng đã giữ vững tinh thần và thực hiện thành công 3 cú nhảy phối hợp cuối cùng, đạt 179.51 điểm, tổng điểm 273.77, xếp thứ 2 chung cuộc. Như vậy, Uno đã bảo toàn được danh hiệu Á quân năm trước, và cùng với đồng đội Tomono Kazuki đứng hạng 5, anh đã góp phần giữ được 3 suất tham dự cho đội tuyển năm sau.

### Mùa giải 2018–2019: Nhà vô địch 4 châu lục

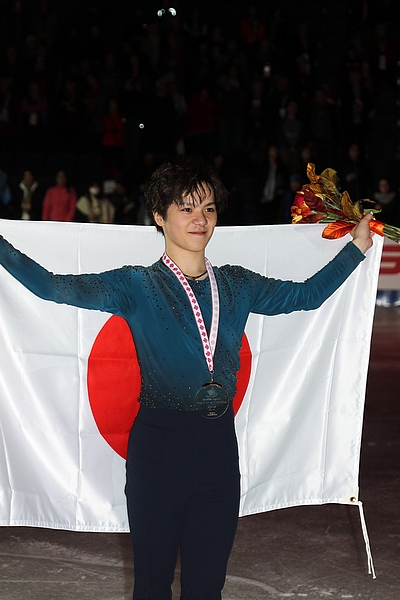
Uno tại Skate Canada 2018

Uno mở đầu mùa giải với chiến thắng tại Lombardia Trophy, trở thành nhà vô địch 3 lần liên tiếp tại cuộc thi này. Với việc luật chấm điểm của môn trượt băng nghệ thuật được sửa đổi và các thành tích được tính lại từ đầu, Uno đã phá kỉ lục thế giới cho bài thi ngắn (104.15), bài thi tự do (172.05) và tổng điểm 2 bài thi (276.20)., vươn lên vị trí số 1 trong Bảng thứ hạng thế giới (World Standings). Tại giải Nhật Bản Mở rộng, anh cùng đồng đội giành huy chương vàng.
Bước vào chuỗi giải đấu Grand Prix, Uno chiến thắng cả hai vòng loại, Skate Canada vào tháng 10 và NHK Trophy vào tháng 11. Tại vòng chung kết, anh giành tấm huy chương bạc thứ 2 với 91.67 điểm cho bài thi ngắn và 183.43 điểm cho bài thi tự do, kém nhà vô địch Nathan Chen 5.99 điểm chung cuộc.
Ở giải Vô địch Quốc gia, Uno đã bị trặc cổ chân khi tiếp đất một cú axel hỏng ở buổi tập luyện trước phần thi ngắn. Anh quyết định tiếp tục tham dự "vì tự trọng của mình", giành chiến thắng chung cuộc với 289.10 điểm tổng, cách biệt với Á quân Takahashi Daisuke (thần tượng thuở bé của anh mới trở lại thi đấu) hơn 50 điểm. Theo lời anh nói, trải nghiệm tại cuộc thi này đã giúp anh củng cố niềm tin vào bản thân hơn và hi vọng sẽ tiếp tục duy trì được sự tự tin đó. Anh được gọi vào đội tuyển Nhật tham gia giải Vô địch Bốn châu lục và giải Vô địch Thế giới.
Do chấn thương ở cổ chân này, Uno đã phải rút khỏi buổi trình diễn thưởng lãm ở giải Vô địch Quốc gia và iceshow tại Ý anh dự định tham gia tổ chức vào đầu năm mới 2019 để tập trung phục hồi chấn thương (sau này được công bố là "rách dây chằng một phần"). Tuy vậy, ngay sau khi trở lại tập luyện trên băng, chấn thương bị tái phát và anh tiếp tục phải rút khỏi giải Team Challenge Cup (tổ chức giữa tháng 2), nhưng vẫn giữ tên trong danh sách tham gia giải Vô địch Bốn châu lục. Ngay trước khi Uno đến Hoa Kỳ dự thi giải này, chấn thương ở cổ chân lại tái phát thêm lần nữa, khiến anh bước vào cuộc thi khi chưa có sự chuẩn bị đầy đủ trong công tác luyện tập và phục hồi thể chất.
Tại giải đấu này, với sự vắng mặt của nhà đương kim vô địch Thế giới Nathan Chen và nhà đương kim vô địch Thế vận hội Hanyu Yuzuru, Uno mong muốn có thể thoát khỏi biệt danh "nhà sưu tầm huy chương bạc" truyền thông đặt cho anh và giành chiến thắng. Tuy vậy do chấn thương chưa hồi phục, Uno đã phạm lỗi trong bài thi ngắn và xếp thứ 4 với điểm số 91.76. Trong phần thi tự do, Uno thể hiện một màn trình diễn xuất sắc gần như hoàn hảo, đạt điểm số 190.43, phá kỉ lục thế giới cho bài thi tự do lúc đó và vươn lên hạng nhất, giành chiến thắng chung cuộc. Đây cũng là lần đầu tiên anh giành huy chương vàng tại một giải đấu lớn của ISU. Nhận định về phần thể hiện ấn tượng của mình, Uno nhận định "Tôi nghĩ mình đã làm được hết những gì mình có thể, nhưng để tiếp tục cạnh tranh trong top đầu tôi tin rằng mình vẫn còn nhiều điều phải rèn luyện." "Thay vì rút lui, tôi đặt niềm tin vào việc thực hiện những gì mình cần làm và tiếp tục cố gắng. Khi tôi gục xuống sân sau phần trình diễn, thay vì hạnh phúc, tôi lại nghĩ rằng 'Mình thực sự đã làm được'. Tôi đã suy nghĩ rất nhiều về việc mình đã bị chấn thương sau giải Vô địch Quốc gia và tìm cách để đưa khả năng trượt băng của mình lên một trình độ mới."
Tại giải Vô địch Thế giới 2019 tổ chức ở Saitama, Uno đứng thứ 6 phần thi ngắn, thứ 4 phần thi tự do và thứ 4 chung cuộc. Sau cuộc thi, anh tỏ ra khá thất vọng về màn trình diễn của mình. Ở giải đấu cuối cùng của mùa, World Team Trophy, anh đứng thứ 3 ở cả phần thi ngắn, tự do và chung cuộc. Trong bài thi tự do, anh đã thử nhảy cú nhảy phối hợp Axel 3 vòng - toe loop 4 vòng, trở thành người đầu tiên thử cú nhảy này trong thi đấu, tuy vẫn chưa thể thực hiện thành công. Anh góp phần giúp đội tuyển Nhật giành huy chương bạc chung cuộc.

### Mùa giải 2019–2020: Thay đổi huấn luyện viên, những trắc trở và danh hiệu Vô địch Nhật Bản lần thứ 4
Ngày 6 tháng 6 năm 2019, Uno thông báo trên website của anh về việc "tốt nghiệp" khỏi đội huấn luyện cũ gồm các huấn luyện viên Yamada Machiko và Higuchi Mihoko, những người đã gắn bó với anh từ năm 5 tuổi, và vẫn chưa biết sẽ chọn ai làm huấn luyện viên mới cho mình. Ngày 7 tháng 6, huấn luyện viên người Nga Eteri Tutberidze thông báo rằng Uno sẽ tham gia trại hè huấn luyện do bà giảng dạy. Sau trại hè huấn luyện của Tutberidze, một trải nghiệm được Uno đánh giá là "vất vả" nhưng "là kinh nghiệm tốt", Uno tuyên bố sẽ thi đấu mà không có huấn luyện viên chính trong khoảng thời gian sắp tới, với sự hỗ trợ của huấn luyện viên nhảy Honda Takeshi. Anh cũng lên kế hoạch tham gia trại hè huấn luyện của Stéphane Lambiel ở Thụy Sĩ vào tháng 9 năm 2019. Hai bài thi trong mùa giải này cũng là những bài thi đầu tiên của anh được biên đạo bởi các biên đạo viên nước ngoài (Shae-Lynn Bourne và David Wilson) thay vì Higuchi Mihoko.
Mở đầu mùa giải, tại Finlandia Trophy Uno trở lại từ vị trí số 2 trong bài thi ngắn, vượt qua người đồng hương Yamamoto Sota để giành tấm huy chương vàng chung cuộc với số điểm 255,23.
Uno được phân bố tham dự vòng loại thứ 3 - Internationaux de France - và thứ 5 - Rostelecom Cup - trong chuỗi giải đấu Grand Prix. Tại Internationaux de France, Uno đứng hạng 4 sau phần thi ngắn sau khi ngã ở cả cú 3A đơn và cú 4T - vốn được dự định là một cú nhảy phối hợp. Trong phần thi tự do, anh ngã 3 lần và mắc những lỗi đắt giá ở các cú nhảy 4 vòng còn lại, đứng thứ 9 trong phần thi này và thứ 8 chung cuộc. Đây là kết quả tệ nhất của anh từ khi tham gia thi đấu quốc tế ở cấp độ trưởng thành. Tuy vậy, Uno nói rằng mình có một quan điểm tích cực hướng về tương lai sau kết quả như vậy và bày tỏ sự biết ơn đến sự cổ vũ nồng nhiệt của khán giả.
Uno dành những tuần sau đó huấn luyện với Stéphane Lambiel để chuẩn bị cho việc "trở lại" tại vòng loại tiếp theo, Rostelecom Cup. Anh đứng hạng 4 sau bài thi ngắn, ngã và thiếu vòng cú 4F, tuy vậy bày tỏ rằng anh cảm thấy "nhẹ nhõm" với kết quả này . Với bài thi tự do cũng hạng 4, anh kết thúc giải đấu với hạng 4 chung cuộc, kém vận động viên được huy chương đồng Makar Ignatov 0.63 điểm. Theo Uno, đây "không phải một kết quả tốt, nhưng tôi cảm thấy đến cuối mùa giải, mình sẽ lại có thể nhảy flip 4 vòng."  Anh cũng cho biết mình sẽ tiếp tục huấn luyện thêm tại Thụy Sĩ hướng tới giải Vô địch Toàn Nhật Bản.
Vài ngày trước khi giải Toàn quốc chính thức bắt đầu, Uno bật mí (một cách gián tiếp) rằng anh từ nay sẽ huấn luyện dưới sự chỉ dẫn của Stéphane Lambiel. Uno đã thực hiện hoàn hảo phần thi ngắn của mình với các cú nhảy 4F, 4T-2T và 3A, đạt cấp độ 4 cho chuỗi bước di chuyển và các tổ hợp xoay, đạt 105.71 điểm, đứng thứ 2 sau Hanyu Yuzuru. Trong phần thi tự do, Uno đã sử dụng tổng cộng 3 cú quad gồm 2 loại (toe loop và flip). Tuy bài thi không hoàn hảo do một số bước tiếp đất thiếu độ vững, Uno đã đạt 184.86 điểm, điểm số cao nhất kể từ đầu mùa giải. Cùng với việc Hanyu Yuzuru, người thi cuối cùng, mắc nhiều lỗi đắt giá và đạt 172.05 điểm, Uno đã chiến thắng giải Vô địch Toàn Nhật Bản lần thứ 4 liên tiếp. Đây cũng là lần đầu tiên Uno chiến thắng đàn anh Hanyu trong một cuộc đối đầu trực tiếp.
Anh cũng được nêu tên vào đội tuyển Nhật Bản tham gia giải Vô địch Bốn Châu lục và giải Vô địch Thế giới 2021, nhưng sau đó đã rút khỏi giải Vô địch Bốn Châu lục để có thêm thời gian điều chỉnh bản thân trong môi trường mới và hoàn thiện các bài thi. Thay vào đó, anh tham dự Challenge Cup tại Hà Lan, đạt tổng điểm 290.41 và về nhất.
Do sự ảnh hưởng của dịch bệnh COVID-19, giải Vô địch Thế giới dự kiến tổ chức tại Montreal bị hủy bỏ.

### Mùa giải 2020–2021: Thi đấu trong tình hình dịch COVID-19
Do ảnh hưởng của Đại dịch COVID-19, sân băng Đại học Chukyo - sân tập chính của Uno ở Nhật Bản - bị đóng cửa, khiến anh không thể luyện tập suốt 2 tháng. Do không thể sớm trở lại Thụy Sĩ để dựng bài thi mới, anh quyết định sẽ tái sử dụng 2 bài thi của mùa giải trước cho mùa 2020-2021.
Vào tháng Tám năm 2020, Uno đã lập kênh Youtube "Uno Shoma Upload Channel" và chia sẻ các video về hoạt động trượt băng cũng như đời sống riêng tư của mình.
Đến tháng 9, Uno trở lại Thụy Sĩ. Ở hệ thống giải Grand Prix, anh được phân bố tham dự Internationaux de France 2020, nhưng cuộc thi sau đó đã bị hủy 1 tuần trước ngày diễn ra.
Trong tình hình bất thường của mùa giải này, giải Quốc gia Nhật Bản trở thành cuộc thi đầu tiên trong suốt mùa giải của Uno. Anh đứng hạng 3 trong phần thi ngắn sau Hanyu Yuzuru và Kagiyama Yuma do thực hiện thất bại cú nhảy phối hợp. Sang phần thi tự do, anh chỉ mắc lỗi nhỏ ở cú quad toe loop và vươn lên giành huy chương bạc sau Hanyu.
Tại giải Vô địch Thế giới 2021, Uno đứng hạng 6 sau phần thi ngắn do ngã ở cú triple Axel. Ở phần thi tự do, anh tiếp đất lỗi ở các cú quad Salchow và toe loop nhưng vẫn giành hạng 3 ở phần thi này và hạng 4 chung cuộc. Khi trở lại Nhật để tham dự World Team Trophy vào tháng 4, Uno phải rút khỏi vị trí rước đuốc trong đoàn rước đuốc ở tỉnh Aichi cho Thế vận hội Mùa hè 2021 do yêu cầu cách ly nhập cảnh. Ở cuộc thi này, Uno đã có phần thể hiện không tốt do phải đổi giày trượt mới chỉ 3 ngày trước khi thi đấu, không thể luyện tập đầy đủ trong thời gian cách ly, và nỗ lực thử thách những cú nhảy mạo hiểm như 3A-4T trong bài thi của mình. Anh đứng hạng 9 sau phần thi ngắn, hạng 6 ở phần thi tự do, và đội tuyển Nhật Bản giành hạng 3 chung cuộc.

### Mùa giải 2021–2022: Những tấm huy chương Olympic tiếp theo và danh hiệu Vô địch Thế giới
Uno khởi đầu mùa giải tại Skate America 2021, sự kiện đầu tiên trong hai vòng loại Grand Prix anh được phân công trong mùa này. Dù nhảy lỗi cú Flip 4 vòng thành Flip 2 vòng, anh vẫn đứng thứ hai trong phần thi ngắn sau Vincent Zhou nhờ tiếp băng thành công tổ hợp Toeloop 4 vòng - Toeloop 3 vòng, đây cũng là lần đầu tiên anh lại nhảy được thành công tổ hợp này sau vài năm khó khăn vừa qua. Ở phần thi tự do anh xếp thứ 3 và chung cuộc đạt huy chương bạc, về trước Nathan Chen với cách biệt chưa đầy 1 điểm sau phần thể hiện dưới phong độ của Chen trong toàn cuộc thi. Do vậy, Zhou và Uno đã trở thành những người duy nhất làm gián đoạn được chuỗi thành tích bất bại của Chen kể từ Thế vận hội 2018. Cuộc thi thứ hai của Uno trong mùa giải là NHK Trophy 2021, được coi là trận tái đấu giữa Uno và Zhou sau khi Hanyu Yuzuru rút khỏi giải vì chấn thương. Tại đây, Uno đã đứng nhất cả hai phần thi, vượt qua Zhou và giành huy chương vàng với khoảng cách gần ba mươi điểm. Ở phần thi tự do, anh đã tiếp băng 4/5 cú nhảy bốn vòng trong cấu trúc bài thi dự định dù cho bước tiếp đất của một trong số chúng chưa hoàn hảo. Kết quả từ hai vòng loại giúp Uno đủ điều kiện tham gia Grand Prix Final 2021, nhưng cuộc thi này sau đó đã không tổ chức được do các lệnh hạn chế nhập cảnh trong tình hình biến thể Omicron lan rộng tại Nhật Bản.
Tại Giải vô địch Nhật Bản 2021–22, dù bị chấn thương ở cổ chân chỉ vài ngày trước giải, Uno đã đứng thứ hai trong phần thi ngắn và thứ ba trong phần thi tự do, giành huy chương bạc sau Yuzuru Hanyu. Nhờ đó, anh lần thứ hai được góp mặt vào đội tuyển Olympic Nhật Bản. Hành trình của Uno ở Thế vận hội Mùa đông 2022 mở đầu với một chút trục trặc khi huấn luyện viên Stéphane Lambiel, điểm tựa tinh thần lớn của anh, bị vắng mặt trong nội dung Đồng đội do xét nghiệm COVID-19 ra kết quả dương tính và không thể rời khỏi Thụy Sĩ. Bất chấp hoàn cảnh đó, anh đã mang đến một màn thể hiện hoàn hảo với tư cách đại diện của Đội tuyển Nhật Bản trong phần thi ngắn đơn nam, ghi thành tích cá nhân mới đạt 105,46 điểm, đứng thứ hai sau Chen của Đội tuyển Hoa Kỳ và giành 9 điểm cho đội nhà trên bảng xếp hạng. Nhờ nỗ lực của Uno và các đồng đội, Đội tuyển Nhật Bản đã giành huy chương đồng chung cuộc, huy chương đầu tiên của trượt băng nghệ thuật Nhật Bản trong nội dung Đồng đội tại Olympic và cũng là tấm huy chương Olympic thứ hai của Uno. Tuy vậy, do bê bối doping của một thành viên Đội tuyển Nga - đội về nhất trong nội dung Đồng đội, lễ trao huy chương của sự kiện này đã bị hoãn vô thời hạn để chờ kết quả điều tra và phán quyết của Tòa án Trọng tài Thể thao.
Tại nội dung Cá nhân diễn ra hai ngày sau đó, Uno đã giành vị trí thứ ba trong phần thi ngắn đơn nam, đạt thành tích cá nhân mới 105,90 điểm dù mắc lỗi trong tổ hợp nhảy. Trong phần thi tự do, Uno tỏ ra chật vật hơn và đứng thứ năm với điểm số 187.10, nhưng vẫn đủ đẻ anh trụ vững ở vị trí thứ ba chung cuộc, giành huy chương đồng - tấm huy chương Olympic thứ ba trong sự nghiệp của anh.
Mùa giải của Uno khép lại với thành tích rực rỡ tại Giải Vô địch thế giới 2022 ở Montpellier. Với việc cả Chen và Hanyu vắng mặt do chấn thương, Uno và Kagiyama Yuma - Tân Quý quân và Á quân Olympic - được đánh giá là những ứng cử viên hàng đầu cho chức vô địch. Uno lập thành tích cá nhân mới với điểm số 109,63 và vị trí đầu tiên sau phần thi ngắn, hơn Kagiyama 3,94 điểm. Trong phần thi tự do, Uno chỉ mắc hai lỗi nhỏ và dễ dàng đạt được danh hiệu Vô địch Thế giới, trở thành vận động viên trượt băng đơn nam Nhật Bản thứ ba làm được điều này. Tại họp báo sau cuộc thi, Uno phát biểu: "Mục tiêu của tôi là mang đến một màn trình diễn khiến huấn luyện viên Stephane Lambiel của tôi tự hào. Tôi đã đạt được điều đó tại đây, và trước giờ tôi cũng không thường xuyên giành chiến thắng trong các cuộc thi lớn, nên tôi rất vui sướng với kết quả ngày hôm nay."

## Kĩ năng trượt băng

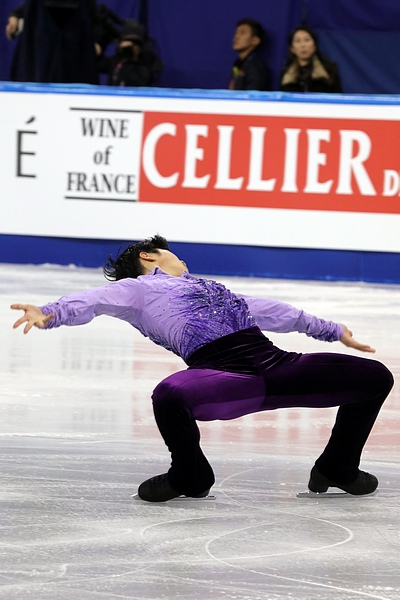
Động tác cantilever của Uno trong bài thi ngắn mùa giải 2016-2017

### Kĩ thuật
Uno có thể nhảy 4 kĩ thuật nhảy 4 vòng (Toe loop, Salchow, Loop, Flip) trong 5 kĩ thuật đã được thực hiện và 6 kĩ thuật tổng thể.
Toe loop là cú nhảy 4 vòng đầu tiên Uno thực hiện được. Những ngày còn cạnh tranh trong cấp thiếu niên, Uno gặp khó khăn khi không có được điểm kĩ thuật cao, và anh bắt đầu luyện tập cú Axel 3 vòng. Tuy vậy, anh lại gặp khó khăn với cú nhảy này trong nhiều năm, nên đến năm 2014, anh bắt đầu tập nhảy toe loop 4 vòng và tiếp đất thành công lần đầu tại Asian Trophy 2014. Cùng năm đó, Uno cũng đã thành công với cú Axel 3 vòng và đến hiện tại, đó là một trong những cú nhảy mạnh nhất của anh, thường xuyên nhận được điểm thưởng (GOE dương) cao. Uno từng thành công cú nhảy phối hợp 3A-4T - một cú nhảy có độ khó cũng như điểm cơ bản khổng lồ - trong luyện tập. Anh từng thử cú nhảy này ở nửa sau bài thi tự do tại World Team Trophy 2019, bị ngã nhưng đã hoàn thành đủ số vòng xoay cần thiết, và do vậy trở thành người đầu tiên thực hiện nó trong thi đấu.
Uno là người đầu tiên thực hiện cú Flip 4 vòng trong thi đấu quốc tế tại giải Team Challenge Cup 2016, được sách Kỷ lục Thế giới Guinness ghi nhận. Cú nhảy này cũng đã trở thành vũ khí mạnh của anh, được đưa vào cả những bài thi ngắn và tự do. Anh cũng từng thử cú nhảy phối hợp Flip 4 vòng - Toe loop 3 vòng trong luyện tập , song chưa từng đưa vào thi đấu.
Uno đã luyện tập Loop 4 vòng và từng tiếp đất thành công ở các buổi luyện tập tại giải Vô địch Bốn Châu lục 2016 , và là người thứ 2 trên thế giới thành công tiếp đất Loop 4 vòng trong thi đấu quốc tế vào giải Vô địch Bốn Châu lục 2017, sau đàn anh Hanyu Yuzuru.
Cú Salchow 4 vòng được Uno tập luyện từ mùa giải 2014-2015, khi còn ở cấp thiếu niên, song phải đến tận Lombardia Trophy 2017, Uno mới thành công tiếp đất cú nhảy này trong thi đấu quốc tế. Ban đầu Uno dự định sử dụng Salchow 4 vòng làm bệ đỡ tăng điểm cơ bản cho mùa giải 2017-2018, nhưng sau đó đã từ bỏ ý định này và sử dụng cấu trúc bài thi của năm trước để đạt độ ổn định. Anh quyết định sử dụng lại cú nhảy này trong bài thi trong mùa giải kế tiếp, và sau khi vượt qua giai đoạn khó khăn thời điểm cuối năm 2019, Uno đã dần biến cú nhảy này thành một kĩ thuật đáng tin cậy của mình trong những năm sau đó.
Là một trong số ít những vận động viên có khả năng thực hiện nhiều kĩ thuật nhảy 4 vòng và thường xuyên sử dụng chúng trong thi đấu, Uno đạt được điểm kĩ thuật cơ bản cao - một vũ khí lợi hại giúp anh cạnh tranh trên trường quốc tế.
Kĩ thuật xoay tại chỗ và chuỗi các bước trượt của Uno rất tốt, thường được chấm cấp độ 4 (cấp độ cao nhất) và nhiều điểm thưởng. Trong bài thi tự do tại Grand Prix Final 2016, anh đã nhận được điểm thưởng tối đa cho tổ hợp xoay tại chỗ phối hợp. Đây là lần đầu tiên 1 vận động viên đơn nam nhận được điểm thưởng tối đa cho 1 tổ hợp xoay tại chỗ kể từ thời vận động viên Stephane Lambiel.

### Các yếu tố thành phần
Từ những ngày còn thi đấu ở cấp thiếu niên, dù chưa vươn cao được vì thiếu các cú nhảy khó trong bài thi, Uno vẫn để lại ấn tượng khá sâu đậm về kĩ năng trình bày và diễn dịch. Càng về sau, khả năng biểu diễn của Uno càng được biết đến rộng rãi. Uno thể hiện kĩ năng chuyển động thân trên, đặc biệt là các cử động tay một cách phong phú và sáng tạo. Cộng với nhạc cảm tốt, biểu cảm xuất thần, Uno đã chinh phục nhiều khán giả, biến yếu tố diễn dịch thành điểm mạnh nhất của anh, thường xuyên nhận được điểm số trên 9 cho phần này.
Uno thể hiện một kĩ thuật trượt cơ bản chắc chắn. Các cử động đầu gối của anh khá uyển chuyển, có độ mướt cao, với cạnh lưỡi giày được nhấn sâu trong khi trượt thể hiện một kĩ thuật tốt. Tốc độ lướt trên băng và độ bao phủ mặt băng ấn tượng đã trở thành một trong những đặc trưng trong phong cách trượt của Uno và được anh tận dụng triệt để trong các bài thi.
"Bài tủ" của Uno là động tác cantilever, thường xuyên được anh sử dụng trong cả các bài thi và các bài biểu diễn. Ở bài thi ngắn mùa giải 2016-2017, Uno đã từng nhảy cú Axel 3 vòng cực khó với mở đầu là spread eagle, kết thúc với cantilever và thường nhận được điểm thưởng cao vì độ khó của nó.

## Các kỉ lục và thành tựu
- Phá kỉ lục điểm số cho bài thi tự do của trượt băng nghệ thuật đơn nam (hệ thống chấm điểm mới) với 197,36 điểm tại giải Vô địch Bốn châu lục 2019. Kỉ lục trên sau đó đã được vận động viên Hanyu Yuzuru phá vỡ tại giải Vô địch Thế giới 2019.
- Phá kỉ lục điểm số cho tổng điểm 2 bài thi của trượt băng nghệ thuật đơn nam (hệ thống chấm điểm mới) với 276.20 điểm tại Lombardia Trophy 2018. Kỉ lục trên sau đó đã được vận động viên Nathan Chen phá vỡ tại Skate America 2018[81]
- Phá kỉ lục điểm số cho bài thi tự do của trượt băng nghệ thuật đơn nam (hệ thống chấm điểm mới) với 172.05 điểm tại Lombardia Trophy 2018. Kỉ lục trên sau đó đã được vận động viên Mikhail Kolyada phá vỡ tại Ondrej Nepela Trophy 2018[81]
- Phá kỉ lục điểm số cho bài thi ngắn của trượt băng nghệ thuật đơn nam (hệ thống chấm điểm mới) với 104.15 điểm tại Lombardia Trophy 2018. Kỉ lục trên sau đó đã được vận động viên Hanyu Yuzuru phá vỡ tại Grand Prix of Helsinki 2018[81]
- Tiếp đất thành công cú Flip 4 vòng tại Team Challenge Cup 2016, trở thành vận động viên trượt băng đầu tiên làm được điều này ở một giải đấu quốc tế.[1]
- Phá kỉ lục điểm số cho bài thi ngắn của trượt băng nghệ thuật đơn nam cấp thiếu niên với 84.87 điểm tại giải Vô địch Trượt băng nghệ thuật Thế giới cấp thiếu niên 2015.
- Phá kỉ lục điểm số cho tổng điểm 2 bài thi của trượt băng nghệ thuật đơn nam cấp thiếu niên với 238.27 điểm tại vòng Chung kết Grand Prix cấp thiếu niên  2014-2015. Kỉ lục trên sau đó đã được vận động viên Cha Jun-hwan phá vỡ tại vòng loại Grand Prix cấp thiếu niên Nhật Bản 2016.
- Phá kỉ lục điểm số cho bài thi tự do của trượt băng nghệ thuật đơn nam cấp thiếu niên với 163.06 điểm tại vòng Chung kết Grand Prix cấp thiếu niên 2014-2015. Kỉ lục trên sau đó đã được vận động viên Daniel Samohin phá vỡ tại giải Vô địch Trượt băng nghệ thuật Thế giới cấp thiếu niên 2016.

## Các bài thi
| Mùa giải  | Bài thi ngắn | Bài thi tự do | Biểu diễn thưởng lãm |
| --------- | --- | --- | --- |

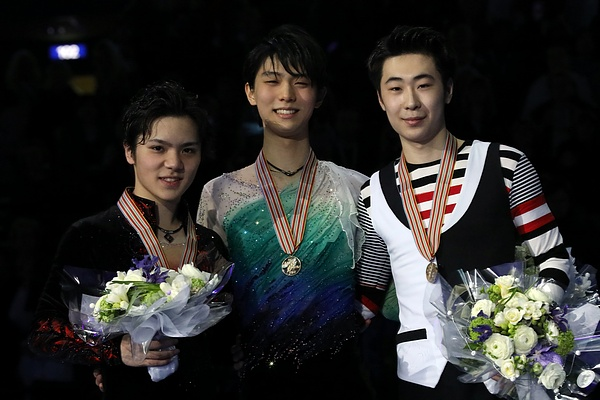
Uno và các vận động viên đoạt giải ở giải Vô địch Trượt băng nghệ thuật Thế giới 2017

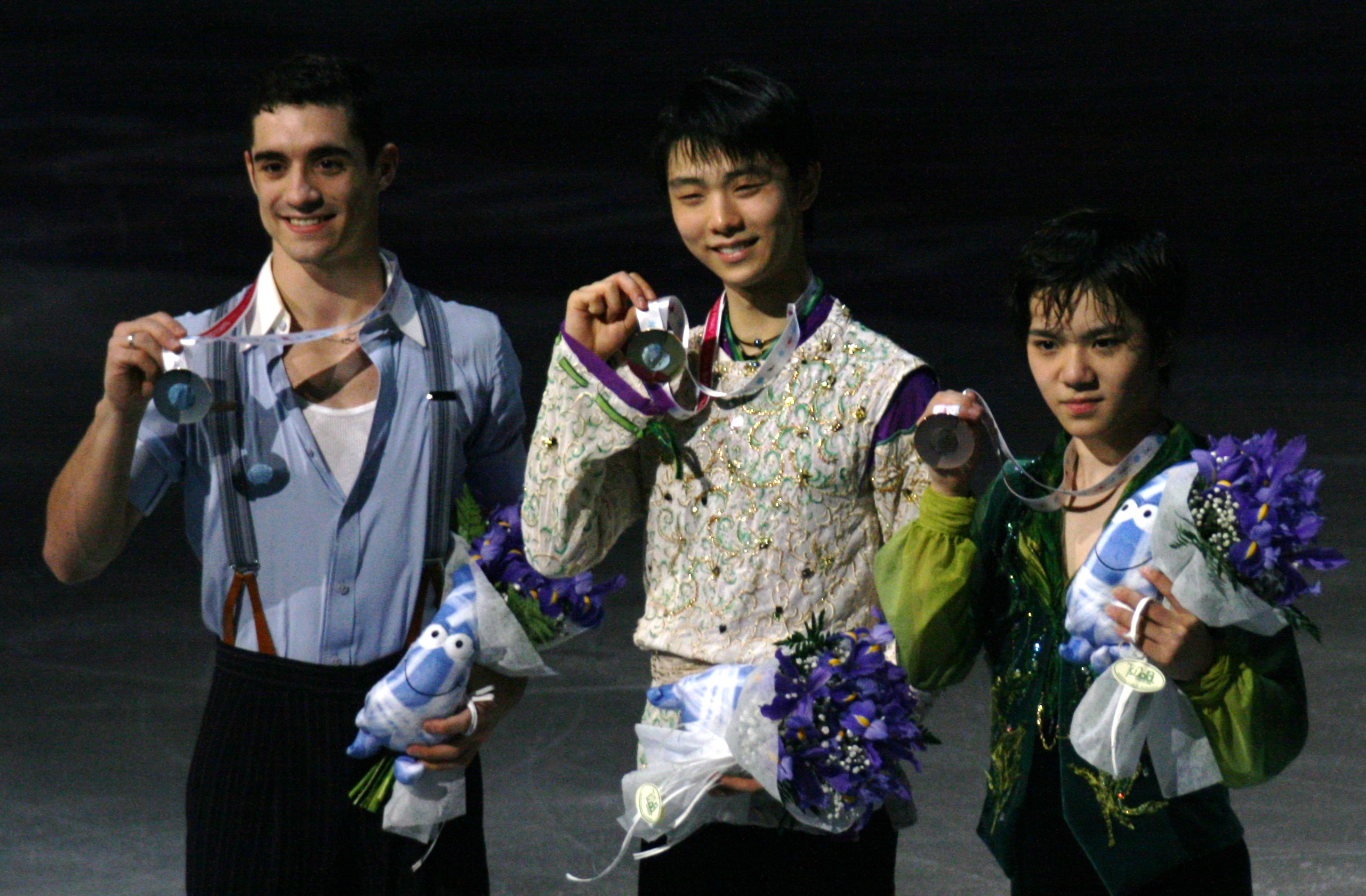
Uno và các vận động viên đoạt giải ở Grand Prix Final 2015-2016

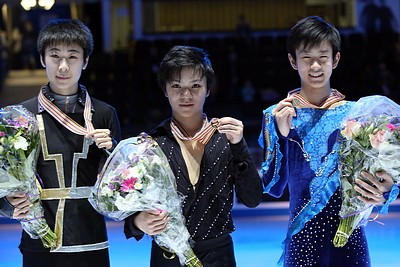
Uno và các vận động viên đoạt giải ở giải Vô địch Trượt băng nghệ thuật Thế giới cấp thiếu niên 2015

| 2023-2024 | Cuộc chiến đa vũ trụ - I Love You Kung Fu bởi Son Lux - Claire De Lune bởi Claude Debussy biên đạo bởi Stéphane Lambiel                                                                                           | - Timelapse bởi Mari Samuelsen, Trondheim Soloists, Uno Helmersson, và Gunnar Flagstad - Spiegel im Spiegel bởi Arvo Pärt thực hiện bởi Vladimir Spivakov và Sergej Bezrodny biên đạo bởi Miyamoto Kenji | - Come Together bởi The Beatles thực hiện bởi Gary Clark Jr. và Tom Holkenborg biên đạo bởi Shae-Lynn Bourne |
| 2022-2023 | - Gravity bởi John Mayer biên đạo bởi Stéphane Lambiel | - Air on the G string bởi Johann Sebastian Bachl - Mea Tormenta, Properate bởi Johann Adolf Hasse thực hiện bởi Jakub Józef Orliński biên đạo bởi Miyamoto Kenji                                         | - Padam, Padam bởi Édith Piaf thực hiện bởi Patricia Kaas biên đạo bởi Higuchi Mihoko |
| 2021-2022 | - Oboe Concerto bởi Alessandro Marcello - Concerto in C minor for Cello, Strings and Basso continuo, RV 401 bởi Antonio Vivaldi thực hiện bởi Yo-Yo Ma và Amsterdam Baroque Orchestra biên đạo bởi Miyamoto Kenji | - Boléro bởi Maurice Ravel biên đạo bởi Stéphane Lambiel | - Earth Song bởi Michael Jackson - HIStory bởi Michael Jackson biên đạo bởi Stéphane Lambiel |
| 2020–2021 | - Great Spirit bởi Armin van Buuren, Vini Vici feat. Hilight Tribe biên đạo bởi Shae-Lynn Bourne | - Our Life (Finale) thực hiện bởi Brock Hewitt - Dancing on My Own bởi Robyn thực hiện bởi Calum Scott - Your Last Kiss bởi Karl Hugo biên đạo bởi David Wilson                                          | - Oboe Concerto by Alessandro Marcello - Concerto in C minor for Cello, Strings and Basso continuo, RV 401 bởi Antonio Vivaldi thực hiện bởi Yo-Yo Ma và Amsterdam Baroque Orchestra biên đạo bởi Miyamoto Kenji                          |
| 2019–2020 | - Great Spirit bởi Armin van Buuren, Vini Vici feat. Hilight Tribe biên đạo bởi Shae-Lynn Bourne | - Our Life (Finale) thực hiện bởi Brock Hewitt - Dancing on My Own bởi Robyn thực hiện bởi Calum Scott - Your Last Kiss bởi Karl Hugo biên đạo bởi David Wilson                                          | - La vie en rose thực hiện bởi Andrea Bocelli, Édith Piaf biên đạo bởi Stéphane Lambiel - This Town bởi Niall Horan, Jamie Scott biên đạo bởi David Wilson                                                                                |
| 2018–2019 | - Stairway to Heaven bởi Lep Zeppelin thực hiện bởi Rodrigo y Gabriela biên đạo bởi Higuchi Mihoko | - Sonata Ánh trăng bởi Ludwig van Beethoven | - Great Spirit bởi Armin van Buuren, Sesto Sento feat. Hilight Tribe biên đạo bởi Shae-Lynn Bourne - Time After Time bởi Harry Connick Jr. biên đạo bởi David Wilson                                                                      |
| 2017–2018 | - Winter (thuộc Bộ tứ nhạc phẩm Bốn mùa) bởi Antonio Vivaldi biên đạo bởi Higuchi Mihoko | - Từ vở opera Turandot bởi Vanessa-Mae - Nessun Dorma thực hiện bởi José Carreras biên đạo bởi Higuchi Mihoko                                                                                            | - See You Again bởi Wiz Khalifa feat. Charlie Puth biên đạo bởi Higuchi Mihoko - This Town bởi Niall Horan, Jamie Scott biên đạo bởi David Wilson                                                                                         |
| 2016–2017 | - Fantasy for Violin and Orchestra (từ Ladies in Lavender) bởi Joshua Bell biên đạo bởi Higuchi Mihoko | - Buenos Aires Hora Cero - Balada para un loco bởi Astor Piazolla biên đạo bởi Higuchi Mihoko | - See You Again bởi Wiz Khalifa feat. Charlie Puth biên đạo bởi Higuchi Mihoko - La vie en rose thực hiện bởi Andrea Bocelli, Édith Piaf biên đạo bởi Stéphane Lambiel - This Town bởi Niall Horan, Jamie Scott biên đạo bởi David Wilson |
| 2015–2016 | - Legends bởi Sacred Spirit biên đạo bởi Higuchi Mihoko | - Từ vở opera Turandot bởi Vanessa-Mae - Nessun Dorma thực hiện bởi José Carreras biên đạo bởi Higuchi Mihoko                                                                                            | - Violin Sonata No.9 bởi Ludwig van Beethoven biên đạo bởi Higuchi Mihoko - Don Juan DeMarco bởi Michael Kamen biên đạo bởi Higuchi Mihoko                                                                                                |
| 2014–2015 | - Violin Sonata No.9 bởi Ludwig van Beethoven biên đạo bởi Higuchi Mihoko | - Don Juan DeMarco bởi Michael Kamen biên đạo bởi Higuchi Mihoko | - The Blessed Spirits bởi Vanessa-Mae biên đạo bởi Higuchi Mihoko, Yamada Machiko |
| 2013–2014 | - The Blessed Spirits bởi Vanessa-Mae biên đạo bởi Higuchi Mihoko, Yamada Machiko | - Steps bơi Secret Garden biên đạo bởi Higuchi Mihoko, Yamada Machiko | - Tanguera bởi Mariano Mores biên đạo bởi Higuchi Mihoko, Yamada Machiko |
| 2012–2013 | - Tanguera bởi Mariano Mores biên đạo bởi Higuchi Mihoko, Yamada Machiko | - Steps bơi Secret Garden biên đạo bởi Higuchi Mihoko, Yamada Machiko | - Bad Boy Good Man bởi Tape Five |
| 2011–2012 | - Tucker bởi Joe Jackson biên đạo bởi Higuchi Mihoko, Yamada Machiko | - Tzigane bởi Maurice Ravel biên đạo bởi Higuchi Mihoko, Yamada Machiko | |
| 2010–2011 | | - Tzigane bởi Maurice Ravel biên đạo bởi Higuchi Mihoko, Yamada Machiko | - Fly Me to the Moon |

## Thành tích

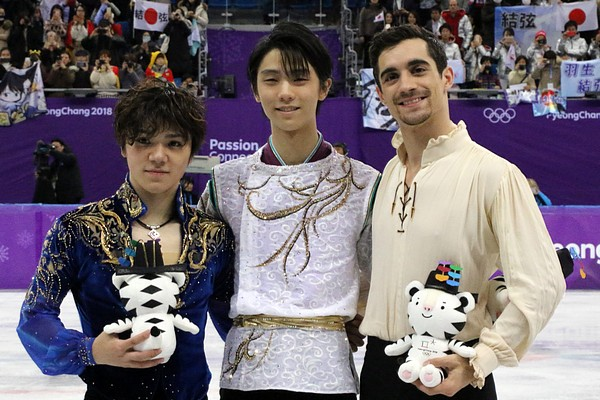
Uno trên bục huy chương tại Olympic Pyeongchang 2018

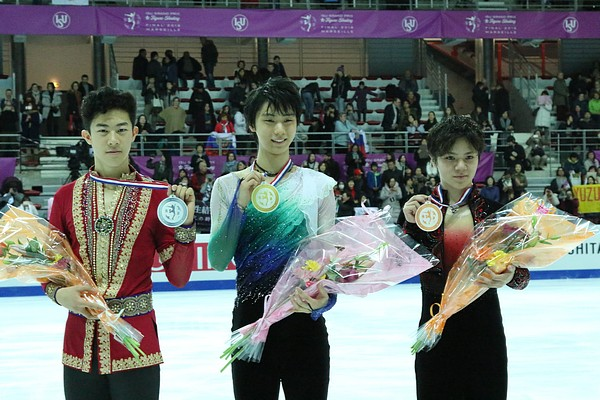
Uno trên bục huy chương tại Grand Prix Final 2016-17

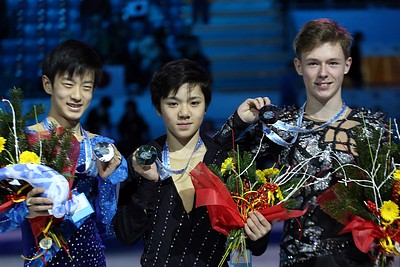
Uno trên bục huy chương tại Junior Grand Prix Final 2014–15

| Quốc tế | Quốc tế | Quốc tế | Quốc tế | Quốc tế | Quốc tế | Quốc tế | Quốc tế | Quốc tế | Quốc tế | Quốc tế | Quốc tế | Quốc tế | Quốc tế | Quốc tế | Quốc tế |
| Sự kiện | 2009-10 | 2010-11 | 2011-12 | 2012-13 | 2013-14 | 2014-15 | 2015-16 | 2016-17 | 2017-18 | 2018-19 | 2019-20 | 2020-21 | 2021-22 | 2022-23 | 2023-24 |
| --- | ------- | ------- | ------- | ------- | ------- | ------- | ------- | ------- | ------- | ------- | ------- | ------- | ------- | ------- | ------- |
| Thế vận hội Mùa đông                                                                                              |         |         |         |         |         |         |         |         | 2       |         |         |         | 3       |         |         |
| Giải Vô địch Thế giới                                                                                             |         |         |         |         |         |         | 7       | 2       | 2       | 4       | C       | 4       | 1       | 1       | TBD     |
| Giải Vô địch Bốn Châu Lục                                                                                         |         |         |         |         |         | 5       | 4       | 3       | 2       | 1       | WD      | C       |         |         |         |
| Grand Prix Final                                                                                                  |         |         |         |         |         |         | 3       | 3       | 2       | 2       |         |         | C       | 1       | 2       |
| Trophée Éric Bompard                                                                                              |         |         |         |         |         |         | 1       |         | 2       |         | 8       | C       |         |         |         |
| Cup of Russia |         |         |         |         |         |         |         | 2       |         |         | 4       |         |         |         |         |
| Skate America |         |         |         |         |         |         | 2       | 1       |         |         |         |         | 2       |         |         |
| Skate Canada |         |         |         |         |         |         |         |         | 1       | 1       |         |         |         | 1       |         |
| NHK Trophy |         |         |         |         |         |         |         |         |         | 1       |         |         | 1       | 1       | 2       |
| Cup of China |         |         |         |         |         |         |         |         |         |         |         |         |         |         | 2       |
| Finlandia Trophy                                                                                                  |         |         |         |         |         |         |         |         |         |         | 1       |         |         |         |         |
| Lombardia Trophy                                                                                                  |         |         |         |         |         |         |         | 1       | 1       | 1       |         |         |         |         |         |
| U.S. Classic |         |         |         |         |         |         | 5       |         |         |         |         |         |         |         |         |
| Đại hội Thể thao Mùa đông châu Á                                                                                  |         |         |         |         |         |         |         | 1       |         |         |         |         |         |         |         |
| Challenge Cup |         |         |         |         |         |         |         |         |         |         | 1       |         |         |         |         |
| Asian Trophy |         |         |         |         |         | 1       |         |         |         |         |         |         |         |         |         |
| Gardena Spring Trophy                                                                                             |         |         |         |         | 1       |         |         |         |         |         |         |         |         |         |         |
| Coupe du Printemps                                                                                                |         |         |         |         |         |         |         | 1       |         |         |         |         |         |         |         |
| Quốc tế: Cấp thiếu niên                                                                                           |         |         |         |         |         |         |         |         |         |         |         |         |         |         |         |
| Giải Vô địch Thế giới Thiếu niên                                                                                  |         |         | 10      | 7       | 5       | 1       |         |         |         |         |         |         |         |         |         |
| Thế vận hội Giới trẻ                                                                                              |         |         | 2       |         |         |         |         |         |         |         |         |         |         |         |         |
| Junior Grand Prix Final                                                                                           |         |         |         |         |         | 1       |         |         |         |         |         |         |         |         |         |
| Junior Grand Prix Croatia                                                                                         |         |         |         |         |         | 1       |         |         |         |         |         |         |         |         |         |
| Junior Grand Prix Estonia                                                                                         |         |         | 3       |         | 4       |         |         |         |         |         |         |         |         |         |         |
| Junior Grand Prix Đức                                                                                             |         |         |         | 2       |         |         |         |         |         |         |         |         |         |         |         |
| Junior Grand Prix Nhật Bản                                                                                        |         |         |         |         |         | 2       |         |         |         |         |         |         |         |         |         |
| Junior Grand Prix Latvia                                                                                          |         |         |         |         | 3       |         |         |         |         |         |         |         |         |         |         |
| Junior Grand Prix Ba Lan                                                                                          |         |         | 4       |         |         |         |         |         |         |         |         |         |         |         |         |
| Junior Grand Prix Slovenia                                                                                        |         |         |         | 6       |         |         |         |         |         |         |         |         |         |         |         |
| Quốc gia |         |         |         |         |         |         |         |         |         |         |         |         |         |         |         |
| Giải Quốc gia Nhật Bản                                                                                            |         |         | 9       | 11      | 7       | 2       | 2       | 1       | 1       | 1       | 1       | 2       | 2       | 1       | 1       |
| Giải Quốc gia Nhật Bản cấp thiếu niên                                                                             | 3       | 4       | 5       | 2       | 2       | 1       |         |         |         |         |         |         |         |         |         |
| Đồng đội |         |         |         |         |         |         |         |         |         |         |         |         |         |         |         |
| Thế vận hội Mùa Đông                                                                                              |         |         |         |         |         |         |         |         | 5 T 1 P |         |         |         | 3 T 2 P |         |         |
| Team Challenge Cup                                                                                                |         |         |         |         |         |         | 3 T 1 P |         |         |         |         |         |         |         |         |
| Giải Nhật Bản Mở Rộng                                                                                             |         |         |         |         |         |         | 1 T 1 P | 1 T 1 P | 2 T 3 P | 1 T 1 P | 2 T 2 P |         | 1 T 1 P | 1 T 1 P |         |
| Thế vận hội Giới trẻ                                                                                              |         |         | 1 T 2 P |         |         |         |         |         |         |         |         |         |         |         |         |
| World Team Trophy                                                                                                 |         |         |         |         |         |         |         | 1 T 1 P |         | 2 T 3 P |         | 3 T 7 P |         | WD      |         |
| WD = Rút; C = Sự kiện bị hủy T = Kết quả đội; P = Kết quả cá nhân. Huy chương chỉ được trao cho kết quả đồng đội. |         |         |         |         |         |         |         |         |         |         |         |         |         |         |         |

## Kết quả chi tiết

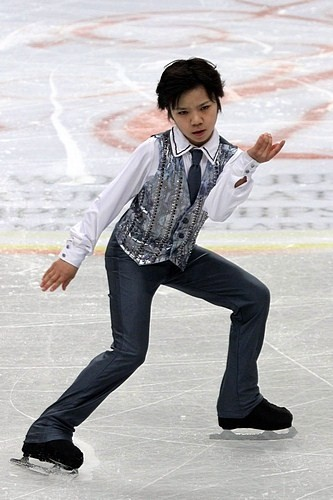
Uno tại giải Vô địch Thế giới cấp thiếu niên năm 2012

Huy chương nhỏ cho bài thi ngắn và trượt tự do chỉ được trao tại những Giải đấu thuộc hệ thống giải của ISU.
Trong những cuộc thi đồng đội, huy chương chỉ được trao dựa trên kết quả toàn đội. T – Kết quả đội. P – Kết quả cá nhân.

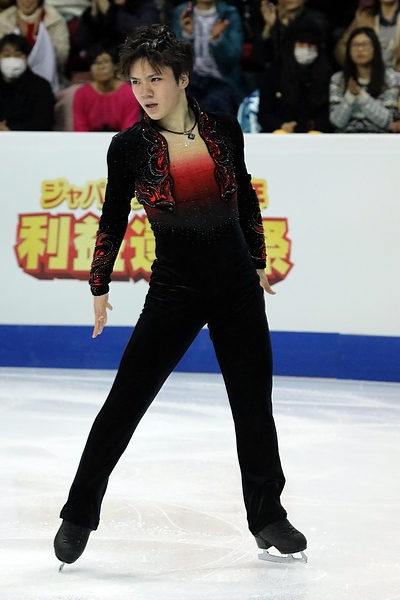
Uno tại Grand Prix Final 2016-17

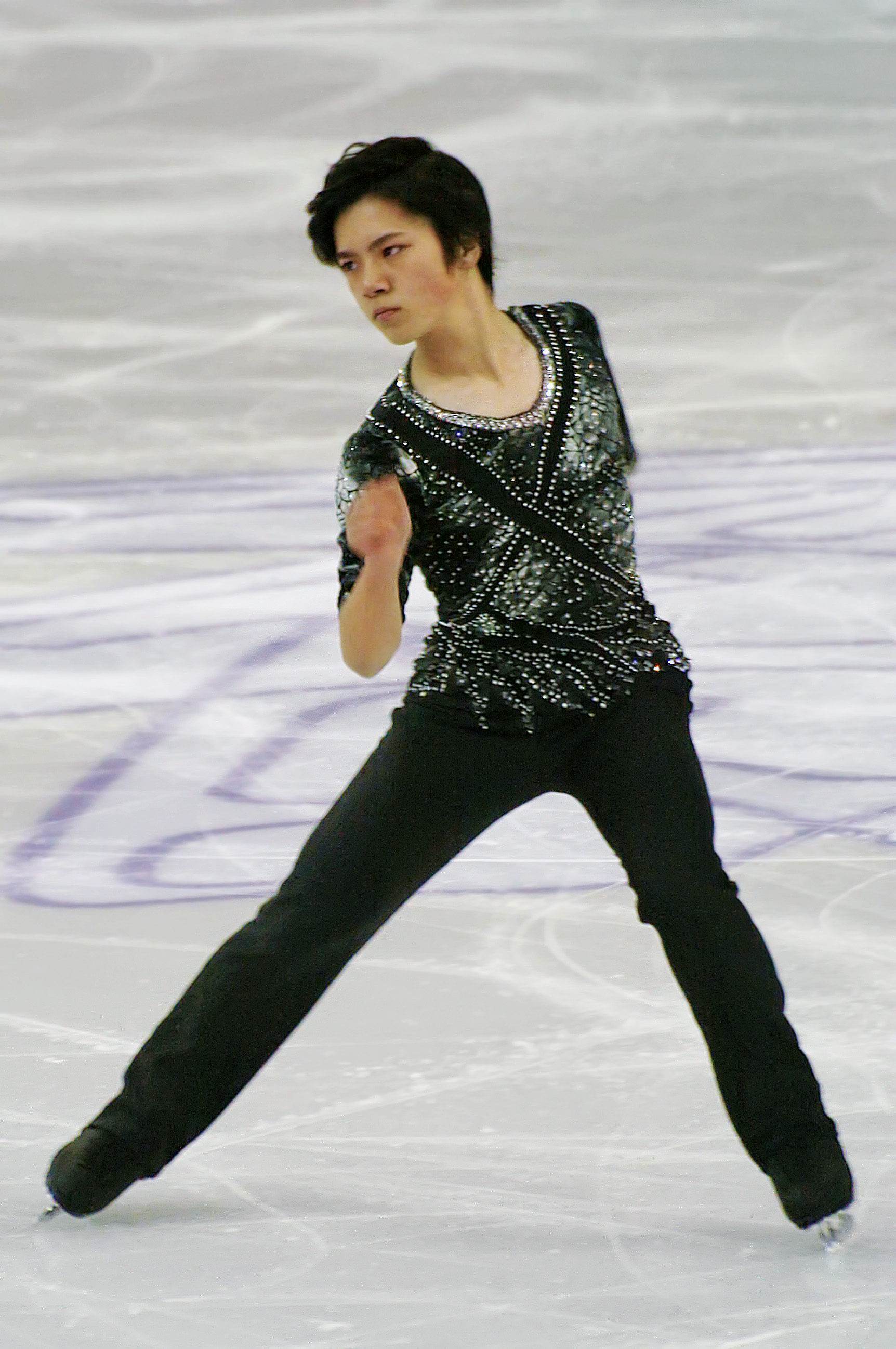
Uno tại Grand Prix Final 2015-16

Điểm kỉ lục cá nhân sẽ được in đậm.
| Mùa giải 2023-24                | Mùa giải 2023-24                             | Mùa giải 2023-24 | Mùa giải 2023-24 | Mùa giải 2023-24 |
| Ngày                            | Sự kiện                                      | SP               | FS               | Tổng             |
| ------------------------------- | -------------------------------------------- | ---------------- | ---------------- | ---------------- |
| 18–24 tháng 3 năm 2024          | Giải Vô địch Thế giới 2024                   | TBD              | TBD              | TBD              |
| 20–24 tháng 12 năm 2023         | Giải Quốc gia Nhật Bản 2023                  | 1 104.69         | 2 193.35         | 1 298.04         |
| 7–10 tháng 12 năm 2023          | 2023–24 Grand Prix Final                     | 2 106.02         | 2 191.32         | 2 297.34         |
| 24–26 tháng 11 năm 2023         | NHK Trophy 2023                              | 2 100.20         | 1 186.35         | 2 286.55         |
| 10–12 tháng 11 năm 2023         | Cup of China 2022                            | 1 105.25         | 2 174.73         | 2 279.98         |
| Mùa giải 2022-23                |                                              |                  |                  |                  |
| Ngày                            | Sự kiện                                      | SP               | FS               | Tổng             |
| 20-26 tháng 3 năm 2023          | Giải Vô địch Thế giới 2023                   | 1 104.63         | 1 196.51         | 1 301.14         |
| 21–25 tháng 12 năm 2022         | Giải Quốc gia Nhật Bản 2022                  | 1 100.45         | 1 191.28         | 1 291.73         |
| 8–11 tháng 12 năm 2022          | 2022–23 Grand Prix Final                     | 1 99.99          | 1 204.47         | 1 304.46         |
| 18–20 tháng 11 năm 2022         | NHK Trophy 2022                              | 1 91.66          | 1 188.10         | 1 279.76         |
| 28–30 tháng 10 năm 2022         | Skate Canada 2022                            | 2 89.98          | 1 183.17         | 1 273.15         |
| 8 tháng 10 năm 2022             | Giải Nhật Bản Mở Rộng 2022                   | –                | 1 193.80         | 1T               |
| Mùa giải 2021-22                |                                              |                  |                  |                  |
| Ngày                            | Sự kiện                                      | SP               | FS               | Tổng             |
| 21-27 tháng 3 năm 2022          | Giải Vô địch Thế giới 2022                   | 1 109.63         | 1 202.85         | 1 312.48         |
| 8-10 tháng 2 năm 2022           | Thế vận hội Mùa đông 2022 (sự kiện cá nhân)  | 3 105.90         | 5 187.10         | 3 293.00         |
| 4-7 tháng 2 năm 2022            | Thế vận hội Mùa đông 2022 (sự kiện đồng đội) | 2 105.46         | –                | 3T/2P            |
| 22–26 tháng 12 năm 2021         | Giải Quốc gia Nhật Bản 2021                  | 2 101.88         | 3 193.94         | 2 295.82         |
| 22–26 tháng 12 năm 2021         | Giải Quốc gia Nhật Bản 2021                  | 2 101.88         | 3 193.94         | 2 295.82         |
| 12–14 tháng 11 năm 2021         | NHK Trophy 2021                              | 1 102.58         | 1 187.57         | 1 290.15         |
| 22–24 tháng 10 năm 2021         | Skate America 2021                           | 2 89.07          | 3 181.61         | 2 270.68         |
| 3 tháng 10 năm 2021             | Giải Nhật Bản Mở Rộng 2021                   | –                | 1 181.21         | 1T               |
| Mùa giải 2020-21                |                                              |                  |                  |                  |
| Ngày                            | Sự kiện                                      | SP               | FS               | Tổng             |
| 15–18 tháng 4 năm 2021          | World Team Trophy 2019                       | 9 77.46          | 6 164.96         | 3T/7P 242.42     |
| 22–28 tháng 3 năm 2021          | Giải Vô địch Thế giới 2021                   | 6 92.62          | 3 184.82         | 4 277.44         |
| 24–27 tháng 12 năm 2020         | Giải Quốc gia Nhật Bản 2020                  | 3 94.22          | 2 190.59         | 2 284.81         |
| Mùa giải 2019-20                |                                              |                  |                  |                  |
| Ngày                            | Sự kiện                                      | SP               | FS               | Tổng             |
| 20-23 tháng 2 năm 2020          | Challenge Cup 2020                           | 1 91.71          | 1 198.70         | 1 290.41         |
| 18-22 tháng 12 năm 2019         | Giải Quốc gia Nhật Bản 2019                  | 2 105.71         | 1 184.86         | 1 290.57         |
| 15-17 tháng 11 năm 2019         | Rostelecom Cup 2019                          | 4 87.29          | 4 164.95         | 4 252.24         |
| 1-3 tháng 11 năm 2019           | Internationaux de France 2019                | 4 79.05          | 9 136.79         | 8 215.84         |
| 11-13 tháng 10 năm 2019         | Finlandia Trophy 2019                        | 2 92.28          | 1 162.95         | 1 255.23         |
| 5 tháng 10 năm 2019             | Giải Nhật Bản Mở Rộng 2019                   | -                | 2 169.09         | 2T/2P            |
| Mùa giải 2018-19                |                                              |                  |                  |                  |
| Ngày                            | Sự kiện                                      | SP               | FS               | Tổng             |
| 11–14 tháng 4, 2019             | World Team Trophy 2019                       | 3 92.78          | 3 189.46         | 2T/3P 282.24     |
| 18–24 tháng 3, 2019             | Giải Vô địch Thế giới 2019                   | 6 91.40          | 4 178.92         | 4 270.32         |
| 7-10 tháng 2 năm 2019           | Giải Vô địch Bốn Châu Lục 2019               | 4 91.76          | 1 197.36         | 1 289.12         |
| 21-24 tháng 12 năm 2018         | Giải Quốc gia Nhật Bản 2018                  | 1 102.06         | 1 187.04         | 1 289.10         |
| 6–9 tháng 12 năm 2018           | 2018–19 Grand Prix Final                     | 2 91.67          | 2 183.43         | 2 275.10         |
| 9-11 tháng 11 năm 2018          | NHK Trophy 2018                              | 1 92.49          | 1 183.96         | 1 276.45         |
| 26-28 tháng 10 năm 2018         | Skate Canada 2018                            | 2 88.87          | 1 188.38         | 1 277.25         |
| 6 tháng 10 năm 2018             | Giải Nhật Bản Mở Rộng 2018                   | -                | 1 186.69         | 1T/1P            |
| 13-16 tháng 9 năm 2018          | Lombardia Trophy 2018                        | 1 104.15         | 1 172.05         | 1 276.20         |
| Mùa giải 2017-18                |                                              |                  |                  |                  |
| Ngày                            | Sự kiện                                      | SP               | FS               | Tổng             |
| 19-25 tháng 3 năm 2018          | Giải Vô địch Thế giới 2018                   | 5 94.26          | 2 179.51         | 2 273.77         |
| 16-17 tháng 2 năm 2018          | Thế vận hội Mùa đông 2018 (sự kiện cá nhân)  | 3 104.17         | 3 202.73         | 2 306.90         |
| 9-11 tháng 2 năm 2018           | Thế vận hội Mùa đông 2018 (sự kiện đồng đội) | 1 103.25         | -                | 5T/1P            |
| 22-28 tháng 1 năm 2018          | Giải Vô địch Bốn Châu Lục 2018               | 1 100.49         | 2 197.45         | 2 297.94         |
| 21-24 tháng 12 năm 2017         | Giải Quốc gia Nhật Bản 2017                  | 1 96.83          | 1 186.47         | 1 283.30         |
| 7-10 tháng 12 năm 2017          | Grand Prix Final 2017–18                     | 2 101.51         | 1 184.50         | 2 286.01         |
| 17-19 tháng 11 năm 2017         | Internationaux de France 2017                | 2 93.92          | 1 179.40         | 2 273.32         |
| 27-29 tháng 10 năm 2017         | Skate Canada 2017                            | 1 103.62         | 1 197.48         | 1 301.10         |
| 7 tháng 10 năm 2017             | Giải Nhật Bản Mở Rộng 2017                   | -                | 3 175.45         | 2T/3P            |
| 14-17 tháng 9 năm 2017          | Lombardia Trophy 2017                        | 1 104.87         | 1 214.97         | 1 319.84         |
| Mùa giải 2016-17                |                                              |                  |                  |                  |
| Ngày                            | Sự kiện                                      | SP               | FS               | Tổng             |
| 20-23 tháng 4 năm 2017          | World Team Trophy 2017                       | 1 103.53         | 2 198.49         | 1T/1P 302.02     |
| 29 tháng 3 - 2 tháng 4 năm 2017 | Giải Vô địch Thế giới 2017                   | 2 104.86         | 2 214.45         | 2 319.31         |
| 10-12 tháng 3 năm 2017          | Coupe du Printemps 2017                      | 1 104.31         | 1 199.37         | 1 303.68         |
| 23-26 tháng 2 năm 2017          | Đại hội Thể thao mùa đông Châu Á 2017        | 2 92.43          | 1 188.84         | 1 281.27         |
| 14-19 tháng 2 năm 2017          | Giải Vô địch Bốn Châu Lục 2017               | 2 100.28         | 3 187.77         | 3 288.05         |
| 22-25 tháng 12 năm 2016         | Giải Quốc gia Nhật Bản 2016                  | 2 88.05          | 1 192.36         | 1 280.41         |
| 8-11 tháng 12 năm 2016          | Grand Prix Final 2016–17                     | 4 86.82          | 2 195.69         | 3 282.51         |
| 4-6 tháng 11 năm 2016           | Rostelecom Cup 2016                          | 1 98.59          | 2 186.48         | 2 285.07         |
| 21-23 tháng 10 năm 2016         | Skate America 2016                           | 1 89.15          | 1 190.19         | 1 279.34         |
| 1 tháng 10 năm 2016             | Giải Nhật Bản Mở Rộng 2016                   | -                | 1 198.55         | 1T/1P            |
| 8-11 tháng 9 năm 2016           | Lombardia Trophy 2016                        | 1 86.68          | 2 172.25         | 1 258.93         |
| Mùa giải 2015-16                |                                              |                  |                  |                  |
| Ngày                            | Sự kiện                                      | SP               | FS               | Tổng             |
| 22-24 tháng 4 năm 2016          | Team Challenge Cup 2016                      | 1 105.74         | 1 192.92         | 3T/1P            |
| 28 tháng 3 - 3 tháng 4 năm 2016 | Giải Vô địch Thế giới 2016                   | 4 90.74          | 6 173.51         | 7 264.25         |
| 16-21 tháng 2 năm 2016          | Giải Vô địch Bốn Châu Lục 2016               | 2 92.99          | 5 176.82         | 4 269.81         |
| 24-27 tháng 12 năm 2015         | Giải Quốc gia Nhật Bản 2015-16               | 2 97.94          | 3 169.21         | 2 267.15         |
| 10-13 tháng 12 năm 2015         | Grand Prix Final 2015-16                     | 4 86.47          | 4 190.32         | 3 276.79         |
| 13 tháng 11 năm 2015            | Trophée Éric Bompard 2015                    | 1 89.56          | huỷ bỏ           | huỷ bỏ           |
| 23-25 tháng 10 năm 2015         | Skate America 2015                           | 4 80.78          | 1 176.65         | 2 257.43         |
| 3 tháng 10 năm 2015             | Giải Nhật Bản Mở Rộng 2015                   | -                | 1 185.48         | 1T/1P            |
| 16-20 tháng 9 năm 2015          | U.S Classic 2015                             | 9 52.45          | 1 154.96         | 5 207.41         |

| Mùa giải 2014-15                      | Mùa giải 2014-15                              | Mùa giải 2014-15 | Mùa giải 2014-15 | Mùa giải 2014-15 | Mùa giải 2014-15 | Mùa giải 2014-15 |
| Ngày                                  | Sự kiện                                       | Cấp độ           | SP               | FS               | Tổng             |                  |
| ------------------------------------- | --------------------------------------------- | ---------------- | ---------------- | ---------------- | ---------------- | ---------------- |
| 2-8 tháng 3 năm 2015                  | Giải Vô địch Thế giới cấp thiếu niên 2015     | Thiếu niên       | 1 84.87          | 2 147.67         | 1 232.54         |                  |
| 9-15 tháng 2 năm 2015                 | Giải Vô địch Bốn Châu Lục 2015                | Trưởng thành     | 2 88.90          | 5 167.55         | 5 256.45         |                  |
| 26-28 tháng 12 năm 2014               | Giải Quốc gia Nhật Bản 2014-15                | Trưởng thành     | 3 85.53          | 3 165.75         | 2 251.28         |                  |
| 11-14 tháng 12 năm 2014               | Grand Prix Final cấp thiếu niên 2014-15       | Thiếu niên       | 3 75.21          | 1 163.06         | 1 238.27         |                  |
| 22-24 tháng 11 năm 2014               | Giải Quốc gia Nhật Bản cấp thiếu niên 2014-15 | Thiếu niên       | 1 82.72          | 2 128.00         | 1 210.72         |                  |
| 8-11 tháng 10 năm 2014                | JGP Croatia 2014                              | Thiếu niên       | 1 74.82          | 1 152.69         | 1 227.51         |                  |
| 11-14 tháng 9 năm 2014                | JGP Japan 2014                                | Thiếu niên       | 2 69.78          | 2 150.21         | 2 219.99         |                  |
| Mùa giải 2013-14                      |                                               |                  |                  |                  |                  |                  |
| Ngày                                  | Sự kiện                                       | Cấp độ           | SP               | FS               | Tổng             |                  |
| 10-16 tháng 3 năm 2014                | Giải Vô địch Thế giới cấp thiếu niên 2014     | Thiếu niên       | 3 70.67          | 5 135.83         | 5 206.50         |                  |
| 20-23 tháng 12 năm 2013               | Giải Quốc gia Nhật Bản 2013-14                | Trưởng thành     | 6 72.15          | 7 144.34         | 7 216.49         |                  |
| 22-24 tháng 11 năm 2013               | Giải Quốc gia Nhật Bản cấp thiếu niên 2013-14 | Thiếu niên       | 2 71.61          | 3 134.49         | 2 206.10         |                  |
| 22-24 tháng 10 năm 2013               | JGP Estonia 2013                              | Thiếu niên       | 3 67.09          | 3 130.73         | 4 197.82         |                  |
| 28-31 tháng 9 năm 2013                | JGP Latvia 2013                               | Thiếu niên       | 6 58.22          | 3 117.59         | 3 175.81         |                  |
| Mùa giải 2012-13                      |                                               |                  |                  |                  |                  |                  |
| Ngày                                  | Sự kiện                                       | Cấp độ           | SP               | FS               | Tổng             |                  |
| 25 tháng 2 - 3 tháng 3 năn 2013       | Giải Vô địch Thế giới cấp thiếu niên 2013     | Thiếu niên       | 7 61.66          | 6 125.42         | 7 187.08         |                  |
| 20-24 tháng 12 năm 2012               | Giải Quốc gia Nhật Bản 2012-13                | Trưởng thành     | 10 67.56         | 11 131.47        | 11 199.03        |                  |
| 17-18 tháng 11 năm 2012               | Giải Quốc gia Nhật Bản cấp thiếu niên 2012-13 | Thiếu niên       | 2 66.21          | 2 124.37         | 2 190.58         |                  |
| 10-13 tháng 10 năm 2012               | JGP Germany 2012                              | Thiếu niên       | 2 63.48          | 1 125.00         | 2 188.48         |                  |
| 26-29 tháng 9 năm 2012                | JGP Slovenia 2012                             | Thiếu niên       | 4 61.42          | 6 112.92         | 6 174.34         |                  |
| Mùa giải 2011-12                      |                                               |                  |                  |                  |                  |                  |
| Ngày                                  | Sự kiện                                       | Cấp độ           | SP               | FS               | Tổng             |                  |
| February 27 – ngày 4 tháng 3 năm 2012 | Giải Vô địch Thế giới cấp thiếu niên 2012     | Thiếu niên       | 10 57.71         | 10 118.21        | 10 175.92        |                  |
| 14-16 tháng 1 năm 2012                | Thế vận hội Giới trẻ 2012                     | Thiếu niên       | 6 51.52          | 2 115.63         | 2 167.15         |                  |
| 22-25 tháng 12 năm 2011               | Giải Quốc gia Nhật Bản 2011-12                | Trưởng thành     | 7 63.49          | 10 126.93        | 9 190.42         |                  |
| 25-27 tháng 11 năm 2011               | Giải Quốc gia Nhật Bản cấp thiếu niên 2011-12 | Thiếu niên       | 3 61.56          | 5 111.90         | 5 173.46         |                  |
| 12-15 tháng 10 năm 2011               | JGP Estonia 2011                              | Thiếu niên       | 4 56.29          | 3 118.86         | 3 175.15         |                  |
| 14-17 tháng 9 năm 2011                | JGP Poland 2011                               | Thiếu niên       | 8 48.69          | 3 114.55         | 4 163.24         |                  |
| Mùa giải 2009-2010                    |                                               |                  |                  |                  |                  |                  |
| Ngày                                  | Sự kiện                                       | Cấp độ           | SP               | FS               | Tổng             |                  |
| 25-27 tháng 12 năm 2009               | Giải Quốc gia Nhật Bản cấp thiếu niên 2011-12 | Thiếu niên       | 4 52.95          | 4 95.09          | 3 148.04         |                  |

Notes
1. ↑  Sự kiện bị huỷ bỏ do vụ tấn công ở Paris.